# Lombokdvärguv
Lombokdvärguv (Otus jolandae) är en nyligen beskriven fågelart i familjen ugglor inom ordningen ugglefåglar.

## Utbredning och systematik
Fågeln förekommer enbart på ön Lombok i Indonesien, upptäcktes först 2003 och beskrevs formellt 2013.

## Status
IUCN kategoriserar arten som nära hotad.

## Namn
Fågelns vetenskapliga artnamn hedrar Dr Jolanda A. Sangster (född Luksenburg), holländsk zoolog gift med ornitologen George Sangster som beskrev arten 2013.